# Василово
Василово (баш. Вәсил) — деревня в Калтасинском районе Республики Башкортостан Российской Федерации. Входит в состав  Калмиябашевского сельсовета.

## География

### Географическое положение
Расстояние до:
- районного центра (Калтасы): 28 км,
- центра сельсовета (Калмиябаш): 5 км,
- ближайшей ж/д станции (Янаул): 58 км.

## Население
| 2002 | 2009 | 2010 |
| ---- | ---- | ---- |
| 338  | ↘337 | ↘273 |

Национальный состав
Согласно переписи 2002 года, преобладающая национальность — марийцы (97 %).